# Armand-Marie-Jacques de Chastenet

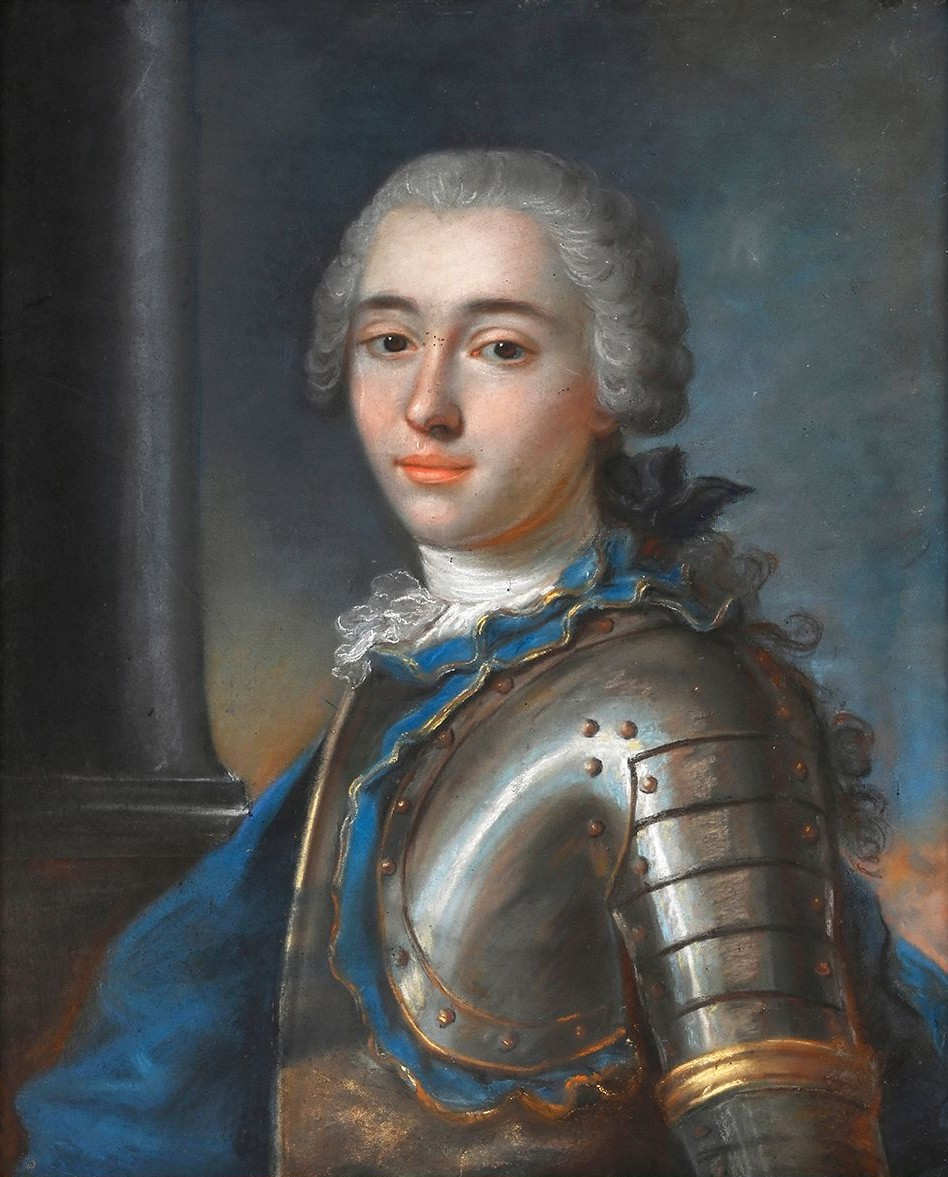
Armand-Marie-Jacques de Chastenet

Armand-Marie-Jacques de Chastenet, Marqués de Puységur (París, 1751-Buzancy, 1825), fue un aristócrata francés conocido como uno de los fundadores precientíficos de la hipnosis, lo que en su época se denominaba magnetismo animal o mesmerismo.

## Biografía
El marqués de Puységur se inició en el mesmerismo a través de su hermano Antoine-Hyacinthe, conde de Chastenet. Uno de sus primeros y más importantes pacientes fue Victor Race, un joven campesino de 23 años que trabajaba para su familia. Race fue hipnotizado fácilmente por Puységur, pero cayó en un extraño trance que no se había producido anteriormente a través del mesmerismo. Puységur se dio cuenta de las similitudes que había entre este trance y el sonambulismo y lo denominó "sonambulismo artificial". Hoy día a este estado es uno de los niveles más profundos de lo que conocemos hoy en día como "hipnosis", término que fue inventado mucho después por James Braid.
Puységur se convirtió en poco tiempo en un reputado hipnotizador, tratando a gente de toda Francia. En 1785 impartió un curso sobre magnetismo animal para la sociedad masónica local.
Su instituto para la enseñanza de la hipnoterapia, Société Harmonique des Amis Réunis, creció rápidamente hasta el estallido de la Revolución en 1789. Durante el periodo revolucionario el instituto fue disuelto y Puységur pasó encerrado en prisión dos años. Tras la llegada de Napoleón la nueva generación de practicantes del hipnotismo le tomó como referencia, prefiriendo su método de inducción al trance a los métodos originales de Franz Mesmer. Sin embargo, Puységur siempre se definió a sí mismo como discípulo de Mesmer sin atribuirse la invención del procedimiento conocido como inducción hipnótica. 
Sus contribuciones se olvidaron con el tiempo, hasta que Charles Robert Richet redescubrió sus escritos en 1884 y le atribuyó importantes descubrimientos en el campo de la hipnoterapia.